# Astragalus neochorgosicus
Astragalus neochorgosicus är en ärtväxtart som beskrevs av Dieter Podlech. Astragalus neochorgosicus ingår i släktet vedlar, och familjen ärtväxter. Inga underarter finns listade i Catalogue of Life.